# TV Country
TV Country war ein digitaler Pay-TV-Sender, der deutsch- und englischsprachige Country-Musik sendete. 
Ab Juli 2009 war das Programm über Eutelsat KabelKiosk und das Satellitenfernsehpaket „fernsehen für mich“ zu empfangen. Der Sender sendete 24 Stunden täglich Country-Musik aus den USA und aus Europa und arbeitete mit freien Produzenten in Deutschland und den Studios in aller Welt zusammen. Moderierte Shows und Musikvideos bildeten das Grundgerüst.
Auf Grund der mangelnden Resonanz wurde der Kanal mit dem Schwestersender Volksmusik TV zusammengelegt. Daher ging die Namensänderung des Schwestersenders in Deutsches Musik Fernsehen einher, um auch Country-Inhalte zu platzieren. Die Änderung wurde am 1. Februar 2011 vollzogen.

## Sendungen (Auswahl)
- News from Nashville
- Hits from the US Charts
- Country aus dem Südwesten